# Villedieu-lès-Bailleul
Pour les articles homonymes, voir Bailleul.
Villedieu-lès-Bailleul est une commune française, située dans le département de l'Orne en région Normandie, peuplée de 207 habitants.

## Géographie
| Bailleul          | Coulonces              | Tournai-sur-Dive |
| Bailleul          | Villedieu-lès-Bailleul | Tournai-sur-Dive |
| Silly-en-Gouffern | Silly-en-Gouffern      | Tournai-sur-Dive |

### Hydrographie
La commune est située dans le bassin Seine-Normandie. Elle est drainée par le ruisseau du Pont aux Anes,.

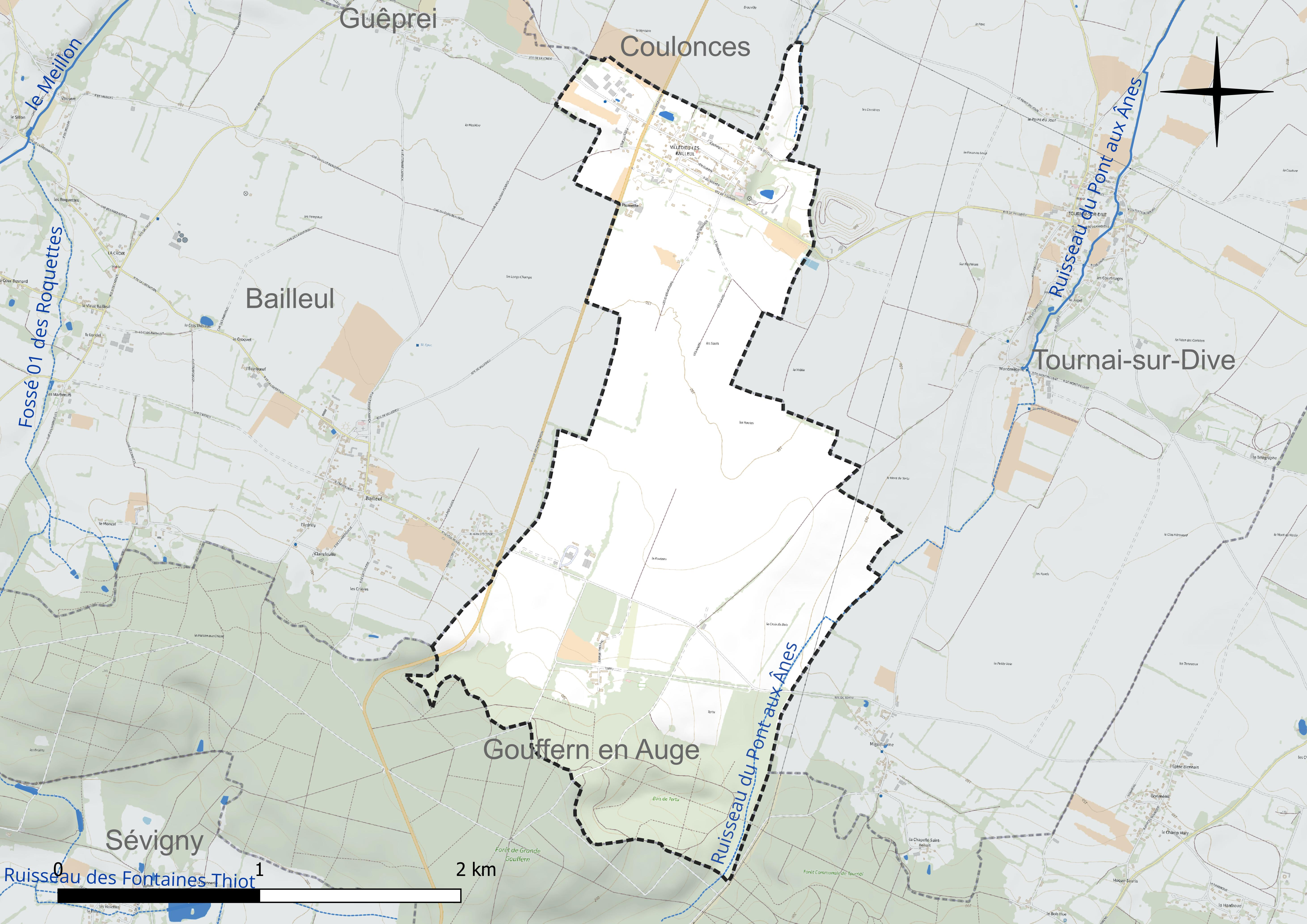
Réseau hydrographique de Villedieu-lès-Bailleul.

### Climat
Pour des articles plus généraux, voir Climat de la Normandie et Climat de l'Orne.
En 2010, le climat de la commune est de type climat océanique dégradé des plaines du Centre et du Nord, selon une étude du CNRS s'appuyant sur une série de données couvrant la période 1971-2000. En 2020, Météo-France publie une typologie des climats de la France métropolitaine dans laquelle la commune est exposée à un climat océanique et est dans la région climatique Normandie (Cotentin, Orne), caractérisée par une pluviométrie relativement élevée (850 mm/a) et un été frais (15,5 °C) et venté. Parallèlement le GIEC normand, un groupe régional d’experts sur le climat, différencie quant à lui, dans une étude de 2020, trois grands types de climats pour la région Normandie, nuancés à une échelle plus fine par les facteurs géographiques locaux. La commune est, selon ce zonage, exposée à un « climat des plateaux abrités », se caractérisant par une pluviométrie et des contraintes thermiques modérées mais aussi, par effet de continentalité, des températures plus contrastées qu'au nord dans la plaine de Caen, avec communément 10 à 15 jours par an de plus de froid en hiver et de chaleur en été.
Pour la période 1971-2000, la température annuelle moyenne est de 10,4 °C, avec une amplitude thermique annuelle de 13,3 °C. Le cumul annuel moyen de précipitations est de 746 mm, avec 11,6 jours de précipitations en janvier et 7,3 jours en juillet. Pour la période 1991-2020, la température moyenne annuelle observée sur la station météorologique la plus proche, située sur la commune d'Argentan à 8 km à vol d'oiseau, est de 11,1 °C et le cumul annuel moyen de précipitations est de 691,9 mm,. Pour l'avenir, les paramètres climatiques de la commune estimés pour 2050 selon différents scénarios d’émission de gaz à effet de serre sont consultables sur un site dédié publié par Météo-France en novembre 2022.

## Urbanisme

### Typologie
Au 1er janvier 2024, Villedieu-lès-Bailleul est catégorisée commune rurale à habitat dispersé, selon la nouvelle grille communale de densité à sept niveaux définie par l'Insee en 2022.
Elle est située hors unité urbaine. Par ailleurs la commune fait partie de l'aire d'attraction d'Argentan, dont elle est une commune de la couronne,. Cette aire, qui regroupe 50 communes, est catégorisée dans les aires de moins de 50 000 habitants,.

### Occupation des sols
L'occupation des sols de la commune, telle qu'elle ressort de la base de données européenne d’occupation biophysique des sols Corine Land Cover (CLC), est marquée par l'importance des territoires agricoles (75,6 % en 2018), une proportion sensiblement équivalente à celle de 1990 (75,5 %). La répartition détaillée en 2018 est la suivante : 
terres arables (59,9 %), forêts (16,1 %), zones agricoles hétérogènes (10,6 %), zones urbanisées (8,3 %), prairies (5,1 %). L'évolution de l’occupation des sols de la commune et de ses infrastructures peut être observée sur les différentes représentations cartographiques du territoire : la carte de Cassini (XVIIIe siècle), la carte d'état-major (1820-1866) et les cartes ou photos aériennes de l'IGN pour la période actuelle (1950 à aujourd'hui).

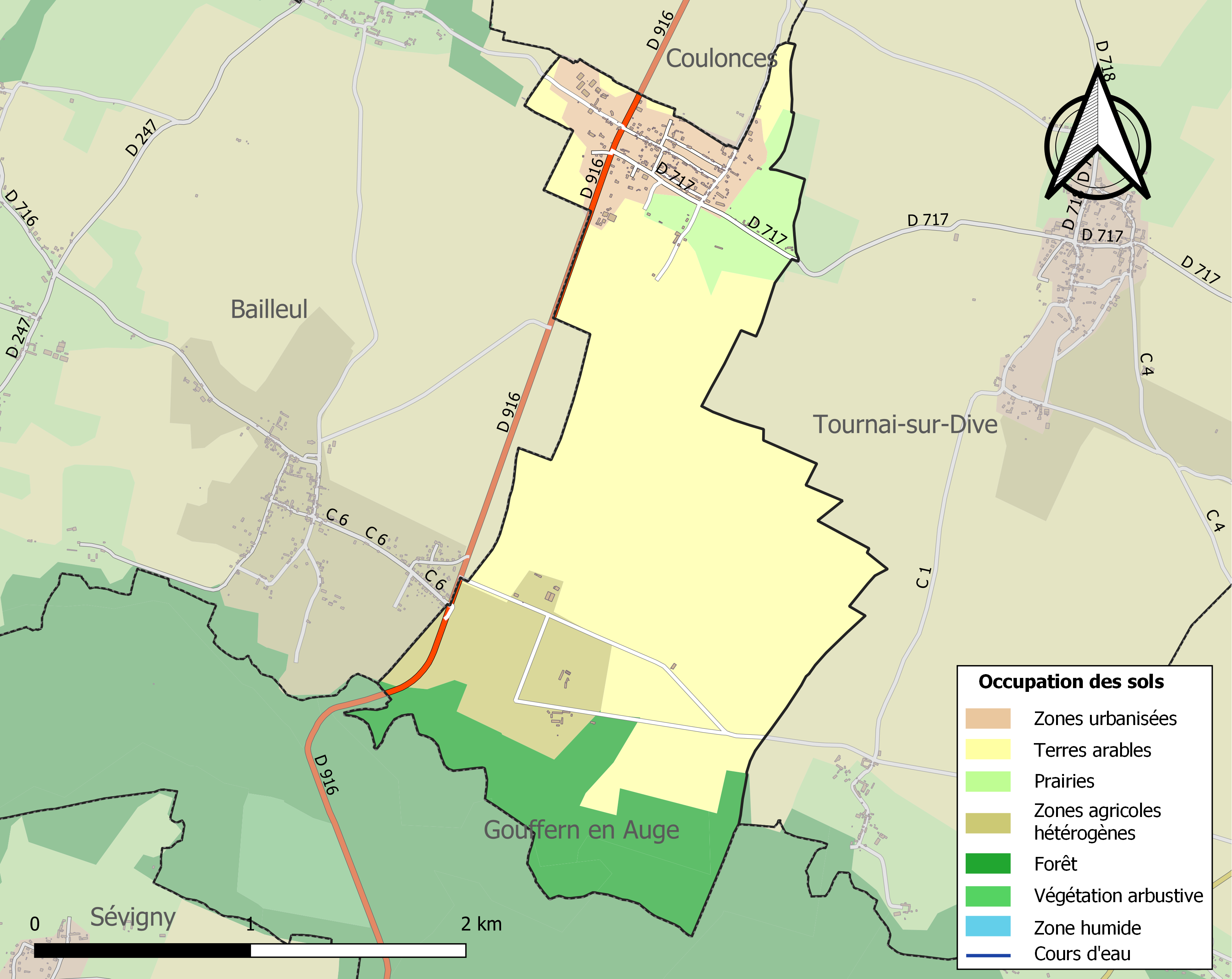
Carte des infrastructures et de l'occupation des sols de la commune en 2018 (CLC).

## Toponymie
Le nom de la localité est attesté sous la forme latinisée Villam Dei entre 1144 et 1151, Villedieu en 1793.
Il s'agit d'une formation médiévale plus tardive que les noms en -ville, pour lesquels l'appellatif ville est postposé. Ville représente ici l'ancien français vile (ou ville) au sens ancien de « ferme, hameau, village » suivi du substantif Dieu.
Ce toponyme est dû aux hospitaliers de Saint-Jean de Jérusalem, ces derniers ayant installé une commanderie sur le territoire.
La commune doit son déterminant lès-Bailleul au voisinage de Bailleul. En ancien français, la préposition lès signifie « près de » (autrement noté lez, les) et est issue du gallo-roman LATU « à côté de » (< latin latus cf. latitude). D'usage vieilli, elle n'est guère plus rencontrée que dans les toponymes, plus particulièrement ceux de localités.
Le gentilé est Théocitadin.

## Histoire

### Fusion de communes
En 1821, Villedieu-lès-Bailleul (303 habitants) absorbe la commune de Tertu (41 habitants), au sud de son territoire.

### Fait divers
Dans l'ancienne carrière de cette commune, est découvert en janvier 1968 le corps d'Yvette Godet, victime d'un homicide volontaire par préméditation, jugé aux Assises de l'Orne.

## Politique et administration
| Période                                  | Période      | Identité        | Étiquette | Qualité                                |
| ---------------------------------------- | ------------ | --------------- | --------- | -------------------------------------- |
| avant 1988                               | ?            | Mireille Coisel |           |                                        |
| juin 1995                                | octobre 2009 | Alain Valable   | SE        | Agent technique                        |
| novembre 2009                            | mai 2020     | Jacques Chauvin | SE        | Entrepreneur en couverture             |
| mai 2020                                 | En cours     | Franck Bardin   | SE        | Cadre dans l’industrie agroalimentaire |
| Les données manquantes sont à compléter. |              |                 |           |                                        |

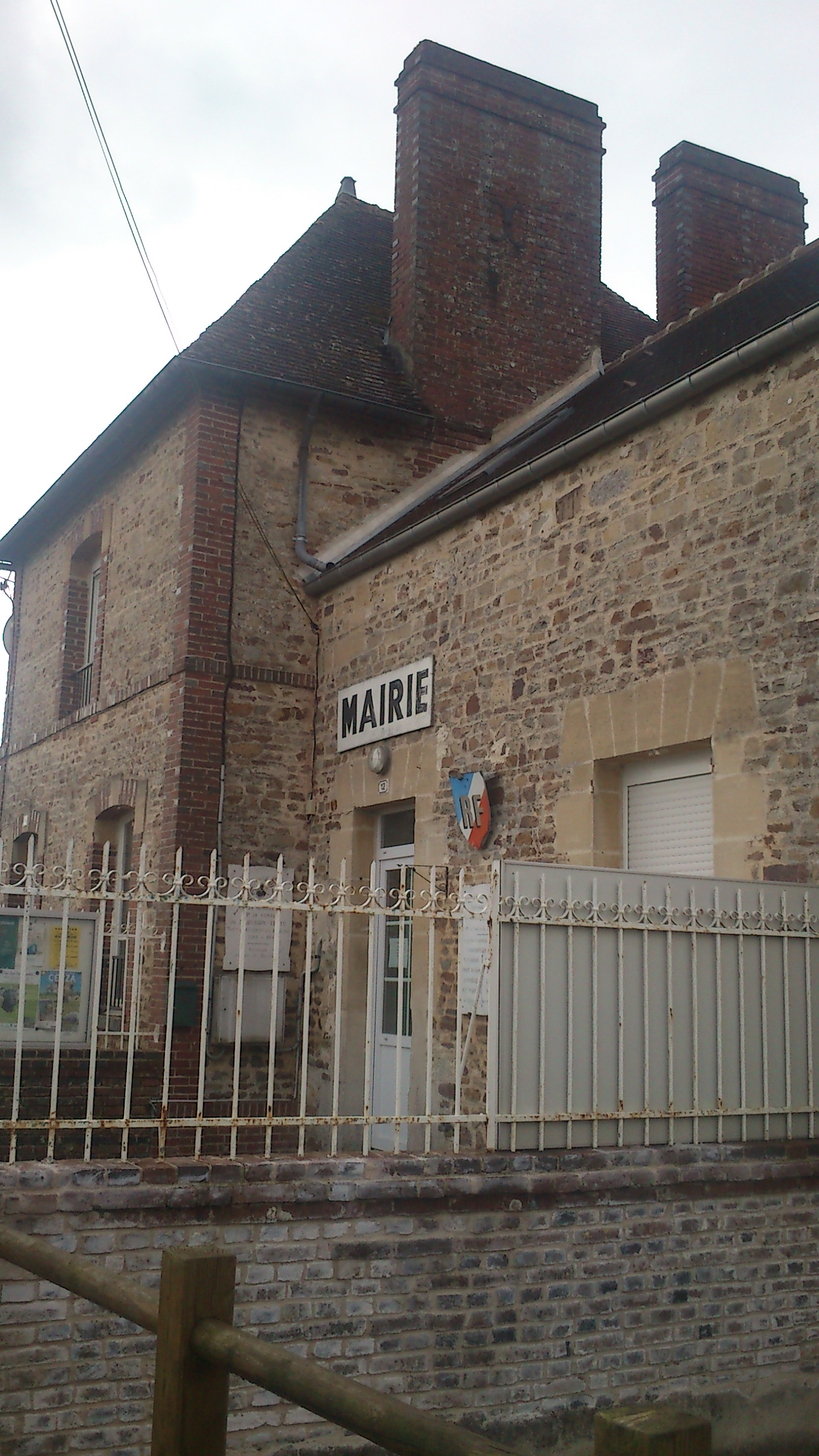
La mairie.

Le conseil municipal est composé de onze membres dont le maire et deux adjoints.

## Démographie
L'évolution du nombre d'habitants est connue à travers les recensements de la population effectués dans la commune depuis 1793. Pour les communes de moins de 10 000 habitants, une enquête de recensement portant sur toute la population est réalisée tous les cinq ans, les populations de référence des années intermédiaires étant quant à elles estimées par interpolation ou extrapolation. Pour la commune, le premier recensement exhaustif entrant dans le cadre du nouveau dispositif a été réalisé en 2007.
En 2022, la commune comptait 207 habitants, en évolution de −3,27 % par rapport à 2016 (Orne : −3,21 %, France hors Mayotte : +2,11 %).
Villedieu-lès-Bailleul a compté jusqu'à 314 habitants en 1836.
| 1793 | 1800 | 1806 | 1821 | 1836 | 1841 | 1846 | 1851 | 1856 |
| ---- | ---- | ---- | ---- | ---- | ---- | ---- | ---- | ---- |
| 272  | 253  | 234  | 303  | 314  | 292  | 296  | 282  | 292  |

| 1861 | 1866 | 1872 | 1876 | 1881 | 1886 | 1891 | 1896 | 1901 |
| ---- | ---- | ---- | ---- | ---- | ---- | ---- | ---- | ---- |
| 289  | 289  | 238  | 240  | 236  | 226  | 223  | 199  | 189  |

| 1906 | 1911 | 1921 | 1926 | 1931 | 1936 | 1946 | 1954 | 1962 |
| ---- | ---- | ---- | ---- | ---- | ---- | ---- | ---- | ---- |
| 183  | 175  | 159  | 174  | 183  | 171  | 151  | 178  | 143  |

| 1968 | 1975 | 1982 | 1990 | 1999 | 2006 | 2007 | 2012 | 2017 |
| ---- | ---- | ---- | ---- | ---- | ---- | ---- | ---- | ---- |
| 168  | 192  | 159  | 191  | 212  | 236  | 240  | 219  | 215  |

| 2022 | - | - | - | - | - | - | - | - |
| ---- | - | - | - | - | - | - | - | - |
| 207  | - | - | - | - | - | - | - | - |

## Économie
- Tertu Équipements

## Lieux et monuments
- Église Saint-Jean-Baptiste (XVIe siècle).
- Une commanderie hospitalière y fut fondée près de la forêt de Gouffern.
- Chapelle de Tertu.

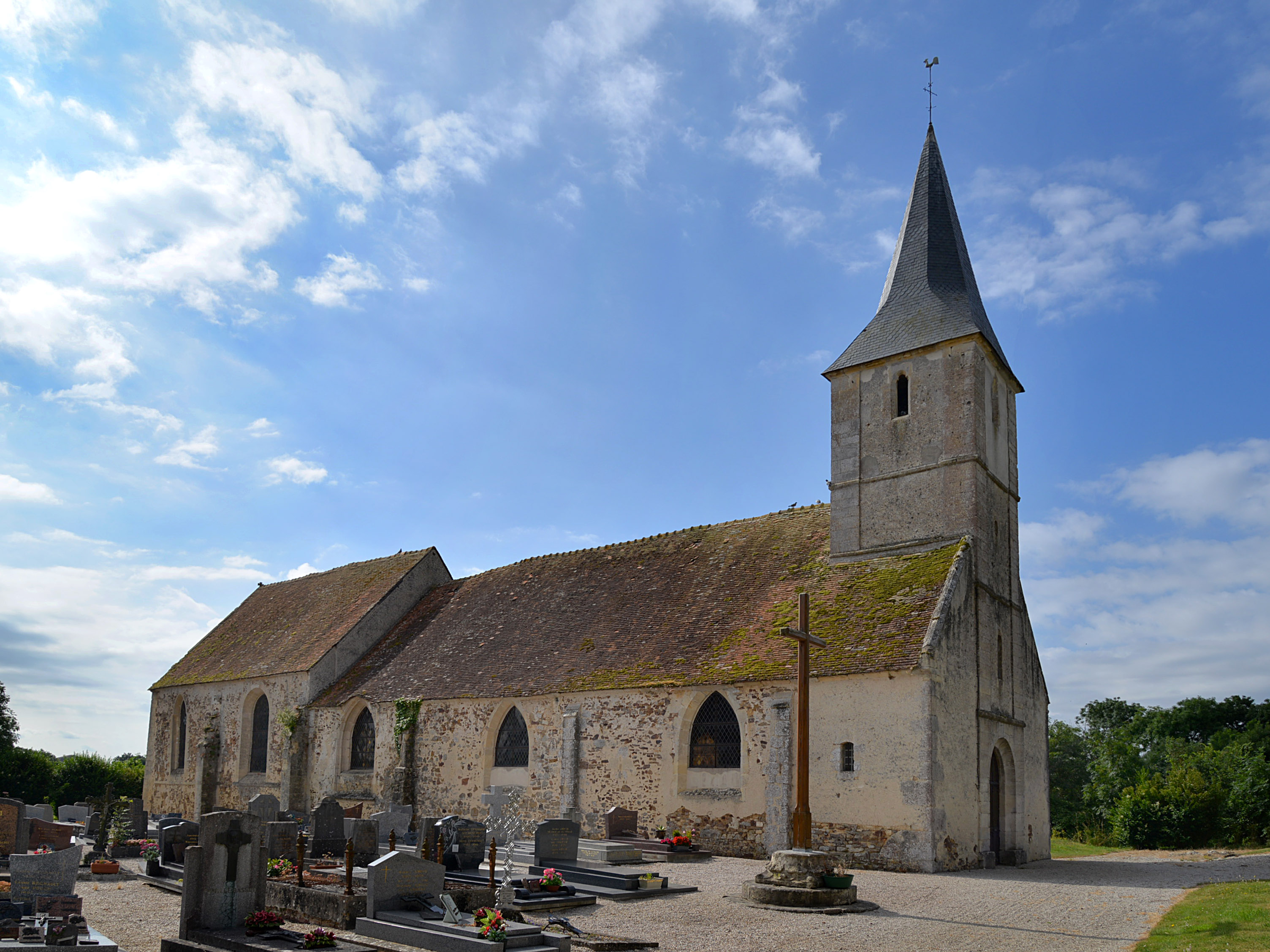
L’église Saint-Jean-Baptiste. Vue nord-ouest.
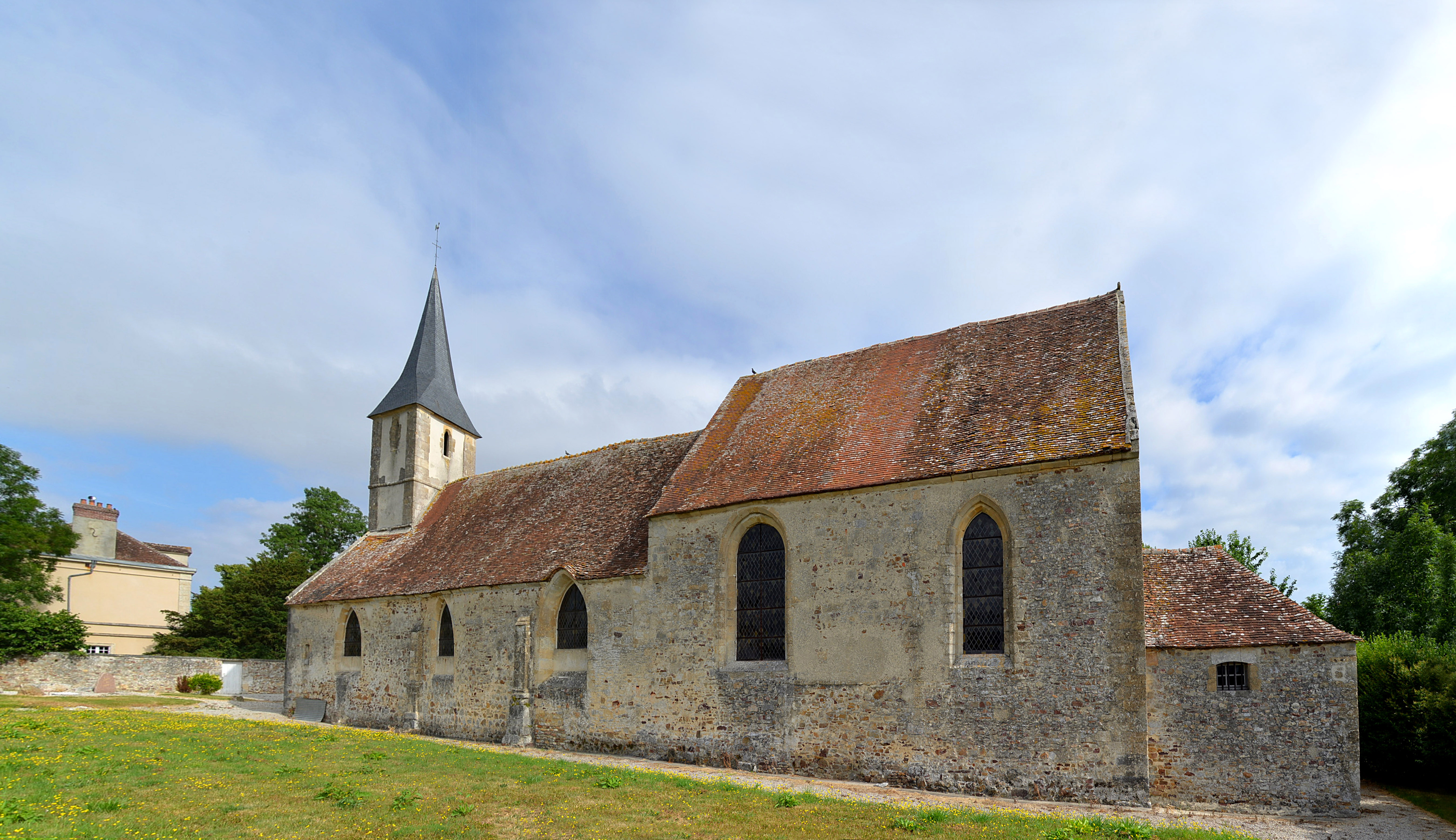
L’église Saint-Jean-Baptiste. Vue sud-est.
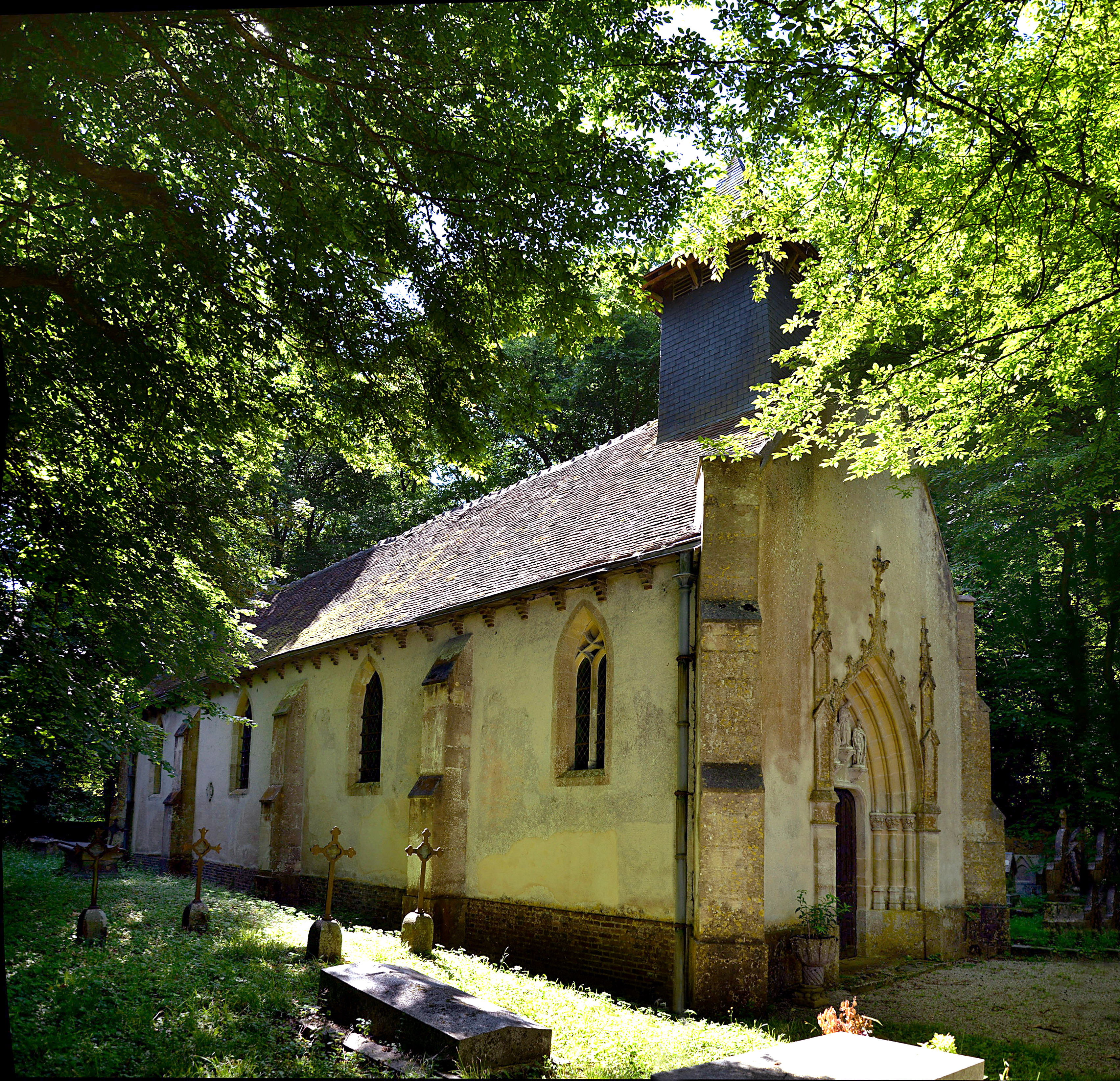
La chapelle de Tertu.
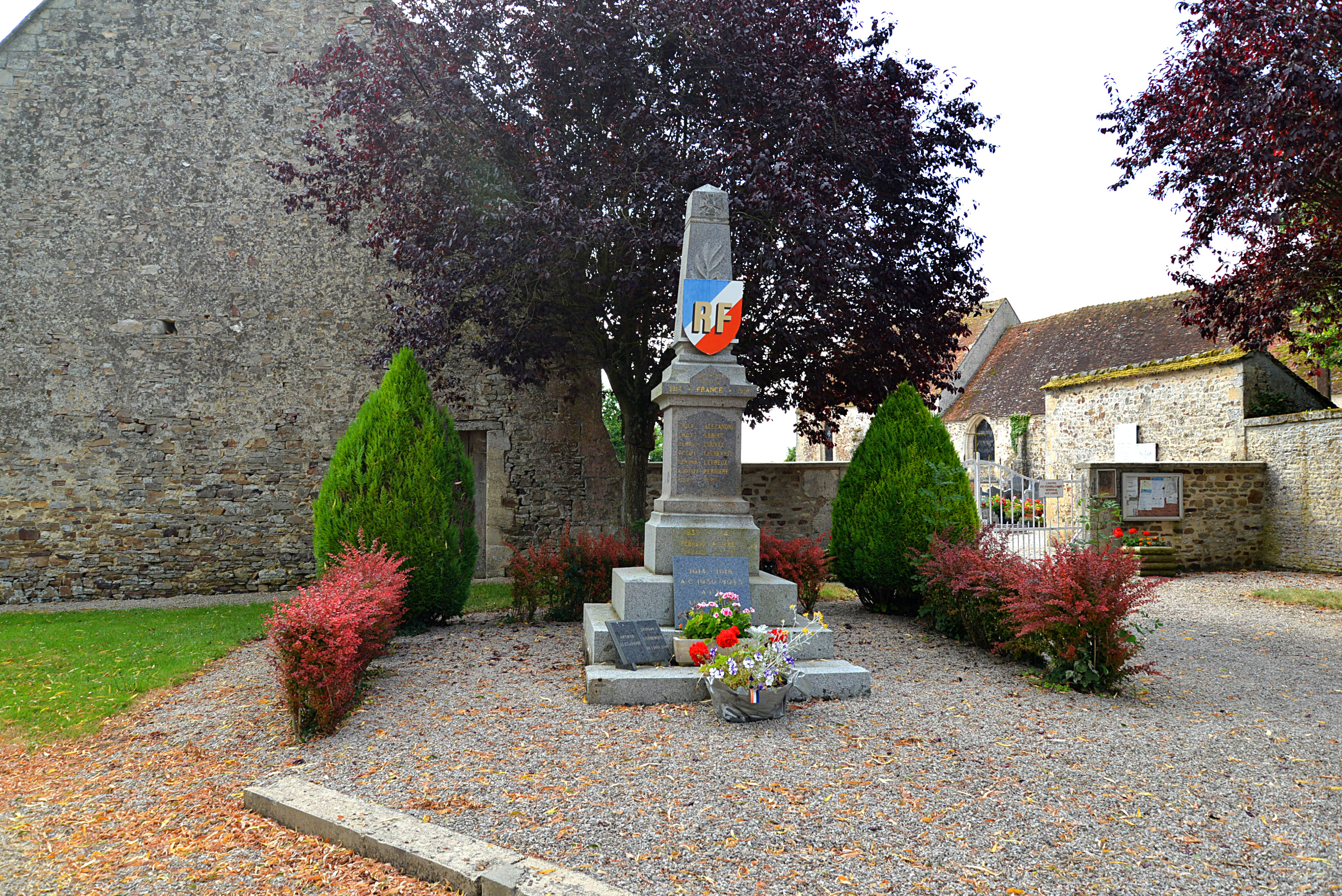
Le monument aux morts.